# Louise Roth
Louise Roth (* 11. Mai 1857 in Haus Bruch bei Hattingen; † nach 1927) war eine deutsche Schriftstellerin. Sie schrieb unter dem Pseudonym Louise Richter.

## Leben

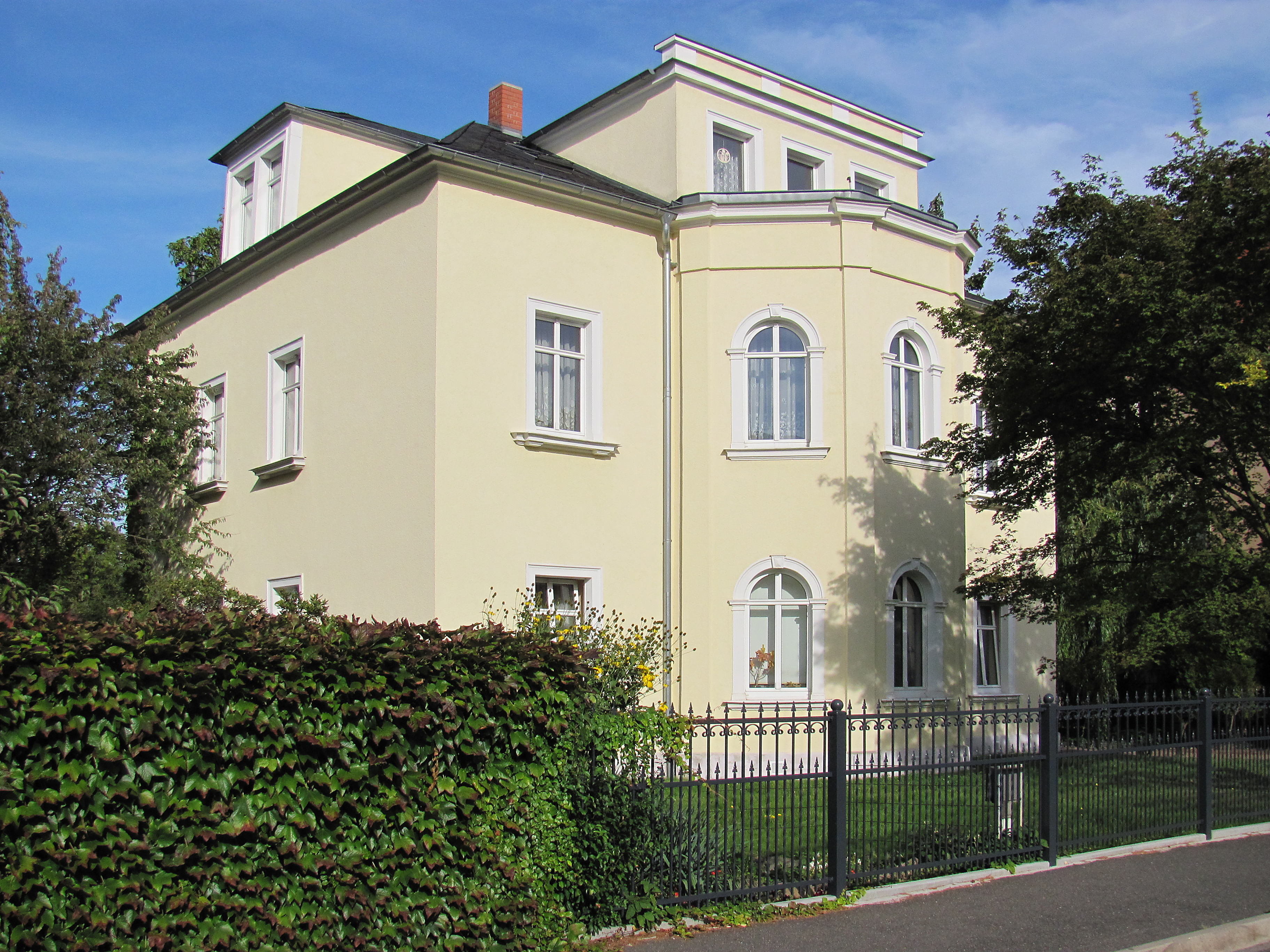
Roths Wohnsitz in der Harmoniestraße 5 in Kötzschenbroda

Roth kam als Tochter des Direktors der Henrichshütte Carl Roth in Haus Bruch zur Welt. Sie wurde zunächst durch eine Erzieherin unterrichtet und besuchte später Schulen in Dresden und Morges am Genfersee, wo sie einen Teil ihrer Kindheit verbrachte. Aus der Schweiz kehrte sie im Jugendalter nach Deutschland zurück und lebte im kleinen Dorf Neustadt im Harz. Hier begann sie, schriftstellerisch tätig zu werden, und verfasste mehrere Erzählungen, die in Zeitungen wie dem Hannoverschen Courier und der Berliner Post erschienen. Unterstützung erhielt sie dabei vom Schriftsteller Victor Blüthgen.
Zu Beginn der 1890er-Jahre zog Roth nach Kötzschenbroda, wo sie noch 1927 im Wechsel mit Dresden lebte. Ihr genaues Todesdatum ist unbekannt.

## Werke
- Lose Blätter. Skizzen. Pierson, Dresden 1892.
- In der Schlossmühle. Roman. 1895.[2]
- Ariadne. 1899.[3]
- Ringende Kraft. Roman. 1906.[4]
- Im Moorgarten. Roman. Hillger, Berlin/Leipzig 1911.